# Verbascum binbogense
Verbascum binbogense är en flenörtsväxtart som beskrevs av Hub.-mor.. Verbascum binbogense ingår i släktet kungsljus, och familjen flenörtsväxter. Inga underarter finns listade i Catalogue of Life.